# Osvald Hons
Osvald Hons je česky píšící česko-německý autor historických publikací, narozený v Mimoni na Českolipsku. Ve svém díle se zaměřuje na historii rodného města a na osudy místních obyvatel z českých a německých rodin, zejména pak na příběhy lidí z vysídlených obcí v bývalém Vojenském prostoru Ralsko.

## Životopis
Osvald Hons se narodil v Mimoni v roce 1938 v posledních měsících existence tzv. první republiky v česko-německé rodině – jeho otec byl Čech, matka Němka.

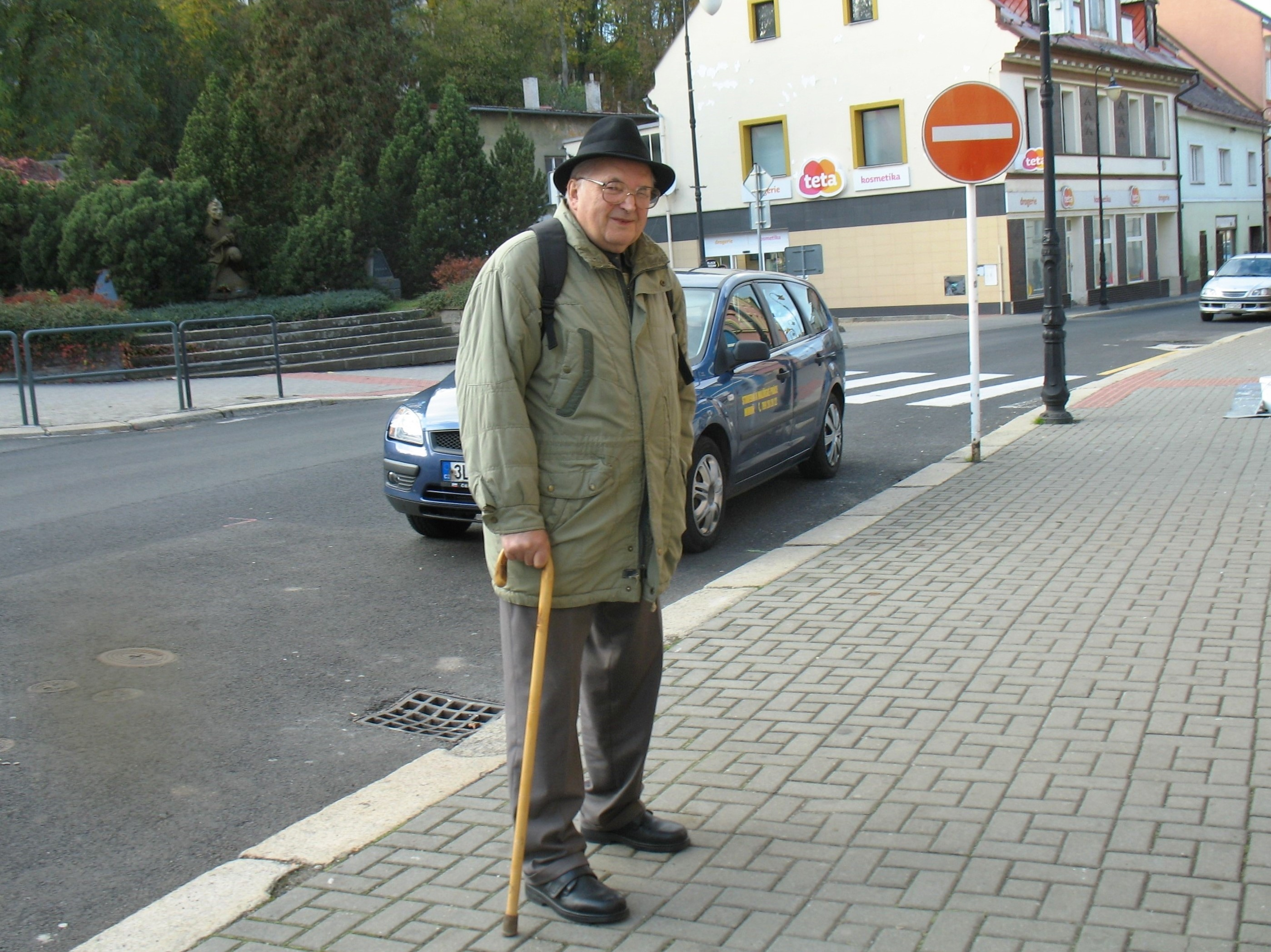
Osvald Hons ve svém rodném městě (říjen 2019)

Město Mimoň obsadil 10. října 1938 Wehrmacht a na sklonku téhož roku převážně německé obyvatelstvo Mimoně rozhodlo v plebiscitu o připojení města k Říši. Češi většinou po záboru Sudet z Mimoně odešli. Honsova rodina v Mimoni zůstala, jeho otec však nepřijal říšské občanství a tak musel nastoupit na práci do Německa. Osvald jako dítě po vstupu do základní školy v roce 1944 mluvil německy, po roce 1945 pak pouze česky. S ohledem na původ vlastní rodiny i širší národnostně smíšené příbuzenské vazby Osvald Hons sám sebe označuje za „Sudeťáka“.
Po skončení války Němci z Mimoně buď utekli nebo byli v několika etapách odsunuti, nakonec odešli i němečtí komunisté (mezi nimi i Osvaldův dědeček) a sociální demokraté do východní okupační zóny budovat „nové Německo“.
Rodina Honsových dál žila v Mimoni. Osvaldův otec se dokonce stal ředitelem jedné z místních továren, ale svého syna po jeho návratu z vojny odmítl zaměstnat, aby mu neposkytl protekci. Osvald Hons byl pak zaměstnán ve sklářském výzkumném ústavu, ovšem po potlačení „Pražského jara“ byl po roce 1968 vyloučen z komunistické strany – stejně jako jeho otec, který rovněž odsoudil srpnový vstup vojsk Varšavské smlouvy do Československa. Osvald Hons pak působil v dělnických profesích v různých místech republiky, až skončil svou pracovní dráhu v Uranových dolech, napřed jako jeřábník, pumpař nebo „mašinkář“, nakonec jako horník na čelbě. Po odchodu do invalidního důchodu se rozhodl využít svých znalostí regionu a života místních obyvatel a začal se věnovat psaní historických materiálů a knih. Jeho největším dílem je kniha Zaniklé obce kolem Ralska, na níž ve spolupráci s pamětníky pracoval devět let.

## Publikace
- Pašijové hry v Mimoni (Mimoň: 1999)
- Česká Numatia, aneb Průvodce Kostelním vrchem (Mimoň: 2007)
- Obrázky ze staré Mimoně (Mimoň, Česká Lípa: 2008)
- Zaniklé obce kolem Ralska (Ralsko: 2014)
- Příběhy z válečných a poválečných Sudet : mimoňští rodáci vzpomínají (Líbeznice: 2018)

Články, publikované na stránkách Spolku historie Mimoňska